# 短穗斑葉蘭
短穗斑葉蘭（学名：Goodyera maximowicziana）为蘭科斑葉蘭屬下的一个种。

## 扩展阅读
- 維基物種上的相關：短穗斑葉蘭